# Bouelles
Bouelles település Franciaországban, Seine-Maritime megyében. Lakosainak száma 264 fő (2022. január 1.). Bouelles Mortemer, Nesle-Hodeng, Neuville-Ferrières, Sainte-Beuve-en-Rivière, Saint-Germain-sur-Eaulne és Saint-Saire községekkel határos.

## Népesség
A település népességének változása:
| Lakosok száma | 279  | 276  | 278  | 276  | 282  | 289  | 281  | 272  | 264  |
|               | 2013 | 2015 | 2016 | 2017 | 2018 | 2019 | 2020 | 2021 | 2022 |